# Азимут
Азимутът, на арабски: السموت, (ас-сумут, „направления“) е ъглова мярка в сферична координатна система. Векторът между позицията на наблюдател и точка от интерес се проектира върху референтна повърхнина. Ъгълът между проектирания вектор и друг, референтен вектор върху същата повърхнина, се нарича азимут.
Азимутът се измерва в градуси (°). Използва се в навигацията, астрономията, инженерната наука, картографията, минното дело и балистиката.

## В навигацията
В навигацията азимутът е ъгъл, измерен от произволно избран референтен вектор, по посока на часовниковата стрелка до обекта от интерес. Обикновено референтния вектор е направлението към истинския север. В този случай посоките на света север, изток, юг и запад съвпадат с азимут съответно 0°, 90°, 180° и 270°.

## Етимология
Азимут, на арабски: السموت, (ас-сумут, „направления“). За пръв път се споменава в испанския астрономически текст Libros del saber de astronomía от 1270-те, преведен от арабски по заръка на крал Алфонсо X Кастилски.